# Figaro et l'Auvergnat
Figaro et l'Auvergnat er en fransk stumfilm fra 1897 af Georges Méliès.